# Sequoia sempervirens
Ne doit pas être confondu avec Séquoia géant.
Espèce
Classification phylogénétique
Statut de conservation UICN

 EN A2acd : En danger
Répartition géographique
Le Séquoia à feuilles d'if, Séquoia toujours vert ou Séquoia sempervirent (Sequoia sempervirens) est une espèce de conifères de la famille des Taxodiaceae (classification classique) ou des Cupressaceae (classification phylogénétique). Il est l'unique représentant actuel du genre Sequoia. Originaire de la côte Pacifique des États-Unis (Californie et Sud de l'Oregon), il comprend les arbres les plus hauts du monde.

## Nomenclature
L’espèce a été décrite par David Don sous le nom de Taxodium sempervirens dans A Description of the Genus Pinus 2: 24 en 1824.
En 1847, le botaniste autrichien Endlicher  transféra Taxodium sempervirens dans un nouveau genre qu’il nomma Sequoia, dans Synopsis Coniferarum 198, parce qu’il voyait des différences nettes de morphologie (persistance des feuilles, cônes) avec les autres espèces de Taxodium et voulait créer ainsi un groupe naturel distinct des cyprès classiques (Taxodium).
L’espèce prit donc le nom de Sequoia sempervirens dans Synopsis Coniferarum 198.
Alors que Taxodium distichum, le cyprès chauve, a des feuilles caduques, disposées de façon alterne ou spiralée, tombant en hiver, le Taxodium sempervirens (futur Sequoia sempervirens) a des feuilles persistantes, linéaires, dures organisées en deux rangs, de type pectiniforme (en peigne).

## Étymologie
Le nom de genre Sequoia donné par Endlicher est selon Michel Chauvet, probablement dédié à un fils d’un marchand de fourrures anglais et d’une Cherokee, nommé Sequoyah ou Ssiquoya dont le nom anglais est Georg Gist ou Guess (ca. 1770-1843) qui vécut comme Cherokee et est devenu un orfèvre. Il créa un syllabaire original et fonctionnel, rapidement adopté par les Cherokees et usité jusqu’à aujourd’hui. Le nom de Sequoyaha été donné à un district de l’Oklahoma, que les Cherokees voulaient instaurer comme État.
Une autre hypothèse examinée par Michel Chauvet, fait venir le nom de Sequoia du latin sequor « suivre ». Endlicher ayant placé le genre dans une « séquence » en fonction du nombre de graines par cône. Mais dans ce cas, le mot serait formé d’une façon bizarre.
L’origine du nom Sequoia est très controversée, alimentée par le fait que Endlicher n’a rien dit.
L’épithète spécifique sempervirens « toujours vert » est composé du latin semper « toujours » et virens « vert », participe présent de vireo « être vert ».
Noms vernaculaires

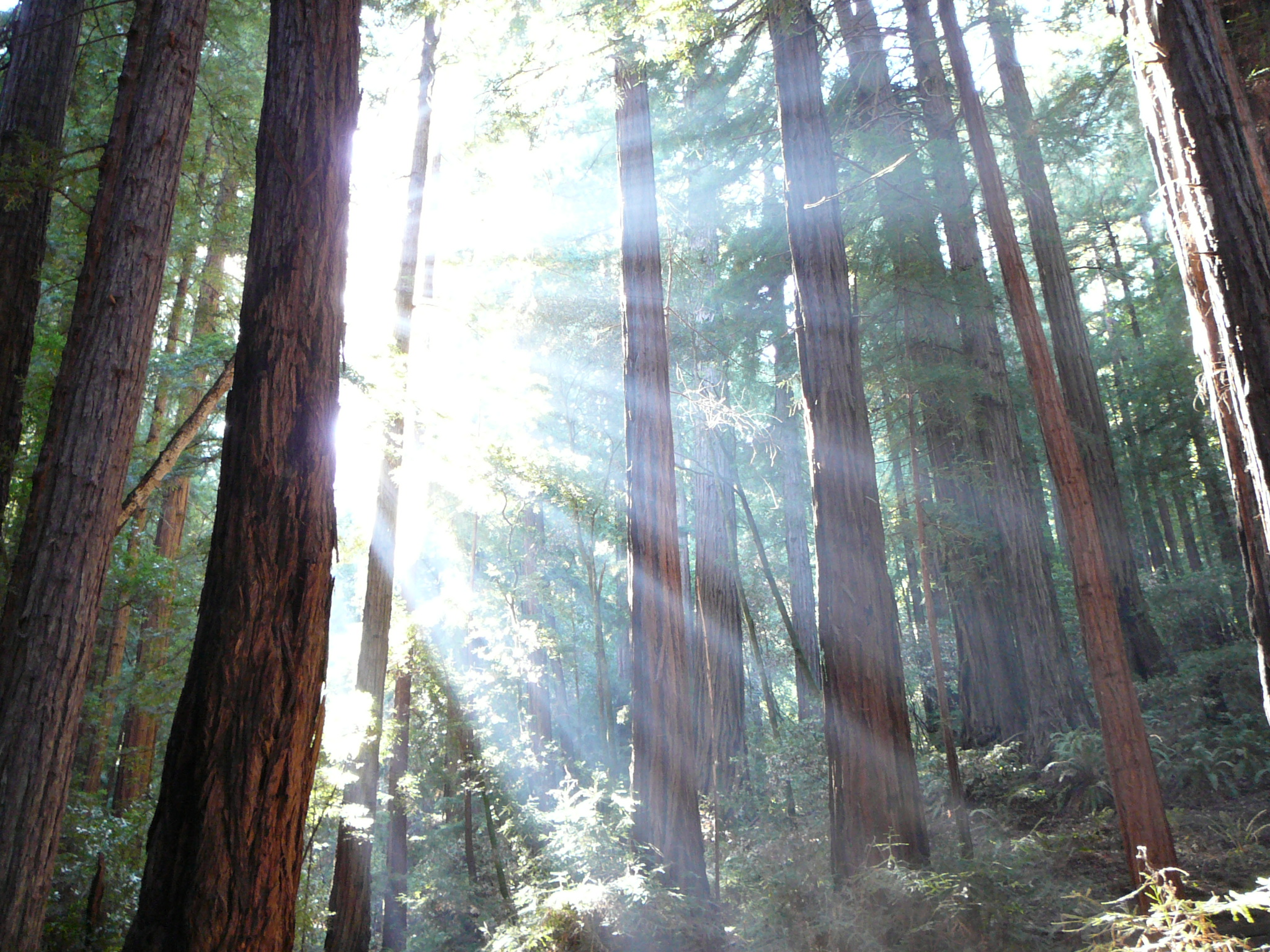
Sous bois de séquoias à Feuilles d'if, près de la côte Ouest des États-Unis en Californie.

Cette espèce porte en français les noms de « Séquoia à feuilles d'if » du fait de la forme de ses feuilles rappelant celles des Taxus, et de « Séquoia toujours vert » ou « Séquoia sempervirent » du fait de la persistance de ses feuilles en hiver, qui a aussi conduit au nom scientifique Sequoia sempervirens.

## Description

### Appareil végétatif
Le Séquoia à feuilles d'if est un arbre de très grande taille, à port conique et à cime arrondie. À l'âge adulte, l'arbre est dépourvu de branches sur un tiers ou la moitié de sa hauteur. Son écorce épaisse et crevassée est rouge orangé et d’une texture souple et fibreuse. Il est plus fin et plus élancé que le Séquoia géant.
Les feuilles persistantes sont disposées sur les rameaux secondaires en deux rangs d’aiguilles aplaties, longues, vertes dessus, blanchâtres dessous. Les feuilles placées sur les rameaux principaux sont des écailles appliquées.
Il existe dans le monde environ 25 séquoias albinos. Ce sont des sujets mutants sans chlorophylle. Ils poussent comme parasites, en croisant leurs racines avec celles d'arbres normaux. Ils peuvent atteindre 20 m de haut.
Fait remarquable, Sequoia sempervirens est le seul conifère à produire des lignotubers, dont certains peuvent devenir gigantesques (le plus gros jamais trouvé faisait 14 mètres de diamètre et pesait plus de 500 tonnes, soit environ la masse de quatre baleines bleues, et portait sept gros troncs).
La vitesse de croissance moyenne en hauteur d'un séquoia à feuilles d'if est de 0,8 à 0,9 mètre par an. L'accroissement moyen sur la circonférence est de 5 cm par an.

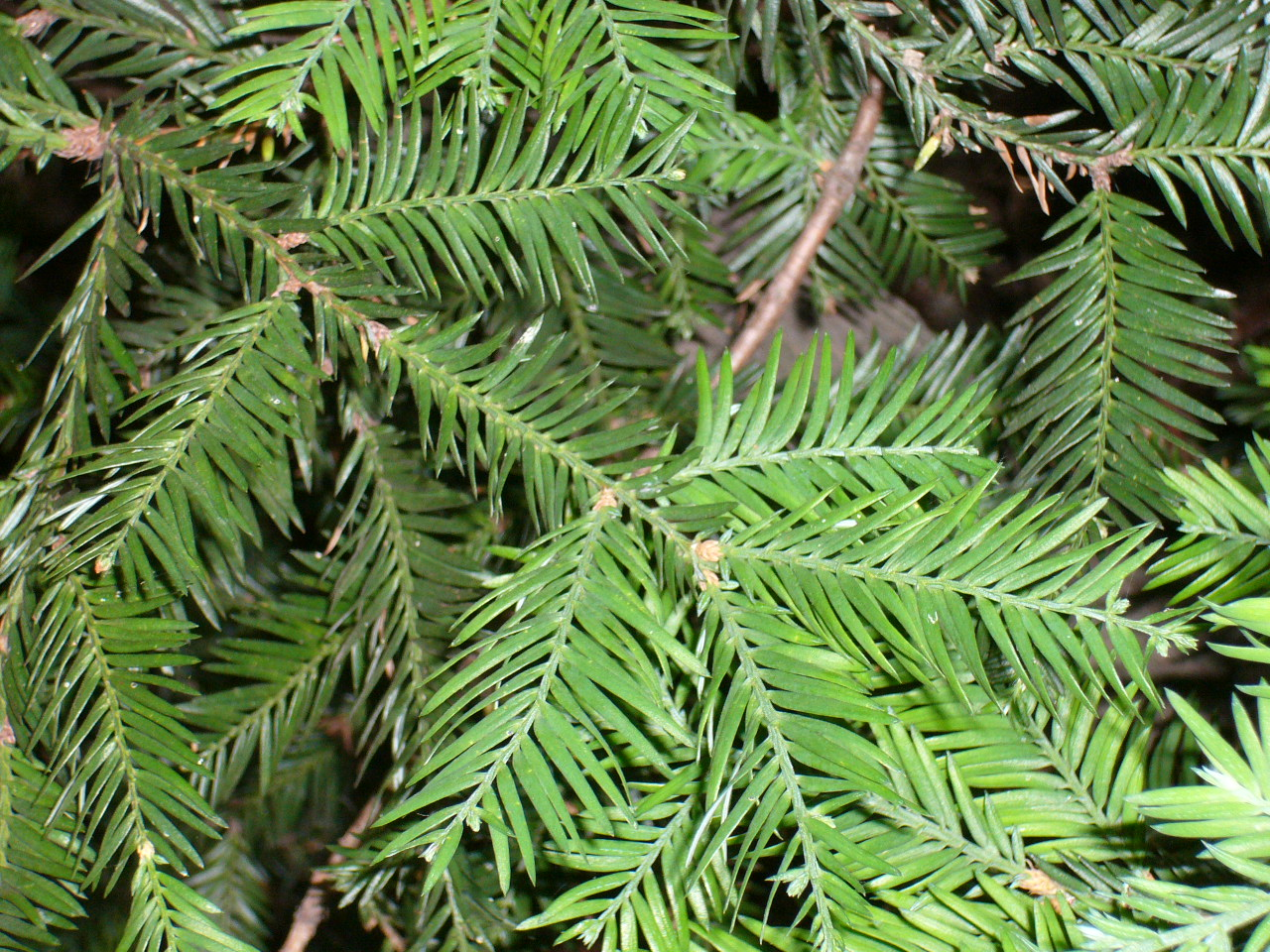
Feuillage.
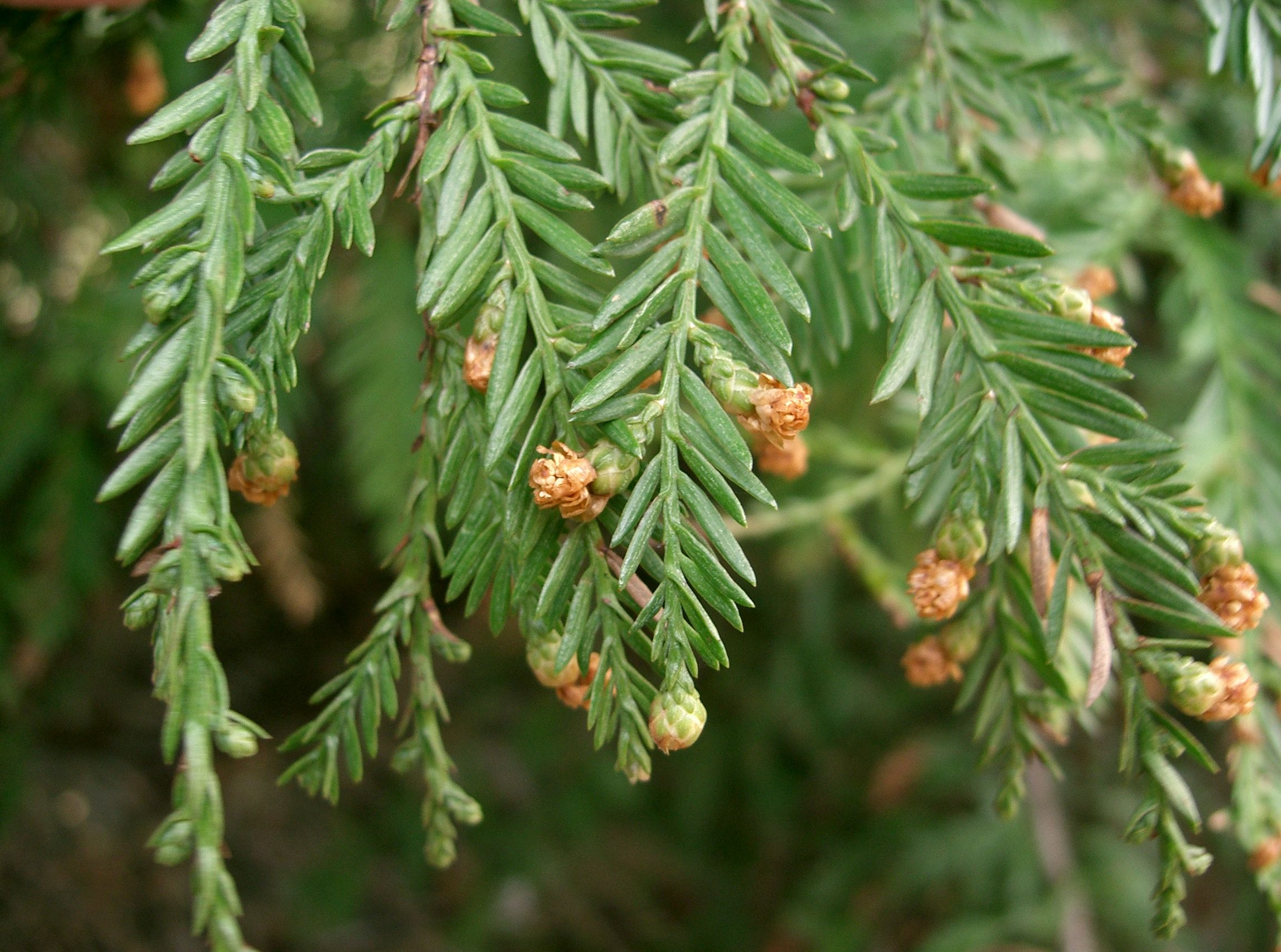
Cônes mâles.

### Appareil reproducteur
L’arbre est monoïque. Les cônes mâles mesurent environ 2 mm et sont en forme de gouttelettes jaunâtres. Ils sont situés en position terminale sur les rameaux. Les cônes femelles sont verdâtres et mesurent environ 4 mm avant fécondation. Au cours de la maturation, les cônes femelles fécondés deviennent ligneux et bruns, et mesurent à maturité environ 1,8–2 cm de long
. Ils atteignent leur maturité au bout d’un an. Ces cônes sont constitués de 12 à 20 écailles ligneuses[réf. nécessaire], à écusson losangiques et terminés en pointe.

## Répartition et habitat

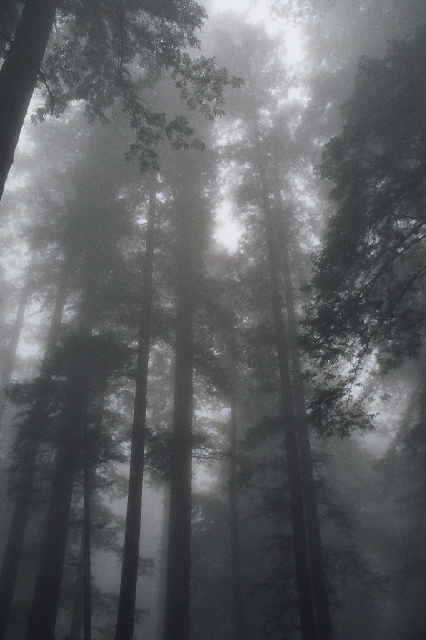
Une forêt de séquoias à feuilles d'if dans le brouillard du parc national de Redwood, en Californie.

L'habitat naturel actuel de Sequoia sempervirens est une bande étroite de 750 km de long et 75 km de large le long de la côte Pacifique des États-Unis, de 0 à 900 m d'altitude. Les arbres les plus imposants poussent dans des vallées très arrosées avec de nombreuses périodes de brouillard. Un arbre jeune dans ces conditions favorables peut s'accroître en hauteur d'un mètre par an.
Ailleurs, des fossiles de S. sempervirens ont notamment été trouvés en Europe dans des argiles datant du Miocène.
De nos jours, cette espèce a été plantée un peu partout dans le monde à des fins ornementales.

## Principaux ennemis et défauts
L'arbre peut avant tout souffrir du gel. Les sols tassés ou asphyxiants lui sont très défavorables.
Ses dimensions lui valent d'attirer la foudre, ce qui semble d'ailleurs faire partie de son écologie. Dans son aire d'origine, les incendies provoqués par les orages lui permettent de se régénérer par rejets ou par semis sur les cendres du sous-bois brûlés. Son écorce ignifuge lui permet de survivre aux feux de forêt.

## Arbre des records
Le Séquoia à feuilles d'if est l'espèce d'arbres la plus grande du monde en termes de hauteur. En termes de largeur et de volume, il n'est dépassé que par le Séquoia géant (Sequoiadendron giganteum), une autre espèce californienne qui pousse dans des habitats différents.

### Hauteur
Le spécimen le plus haut, Hyperion, mesure 116 mètres. Il a été découvert à l'été 2006 par Chris Atkins et Michael Taylor (en) dans le parc national de Redwood. Il détient le record de l'arbre le plus haut du monde.
On connaît quinze séquoias à feuilles d'if de plus de 110 m et 47 de plus de 105 m. À titre de comparaison, l'arbre le plus haut du monde autre qu'un séquoia à feuilles d'if est un Shorea faguetiana de 101 m de haut situé en Malaisie.

### Largeur et volume
Le séquoia à feuilles d'if le plus large, Grogan's Fault, atteint 8,35 m de diamètre, et son tronc a un volume de tronc d'environ 1 170 m3 (plusieurs séquoias géants le surpassent cependant sur ces critères). Également situé dans le parc national de Redwood, il n'a été découvert qu'en 2014.

## Utilisation

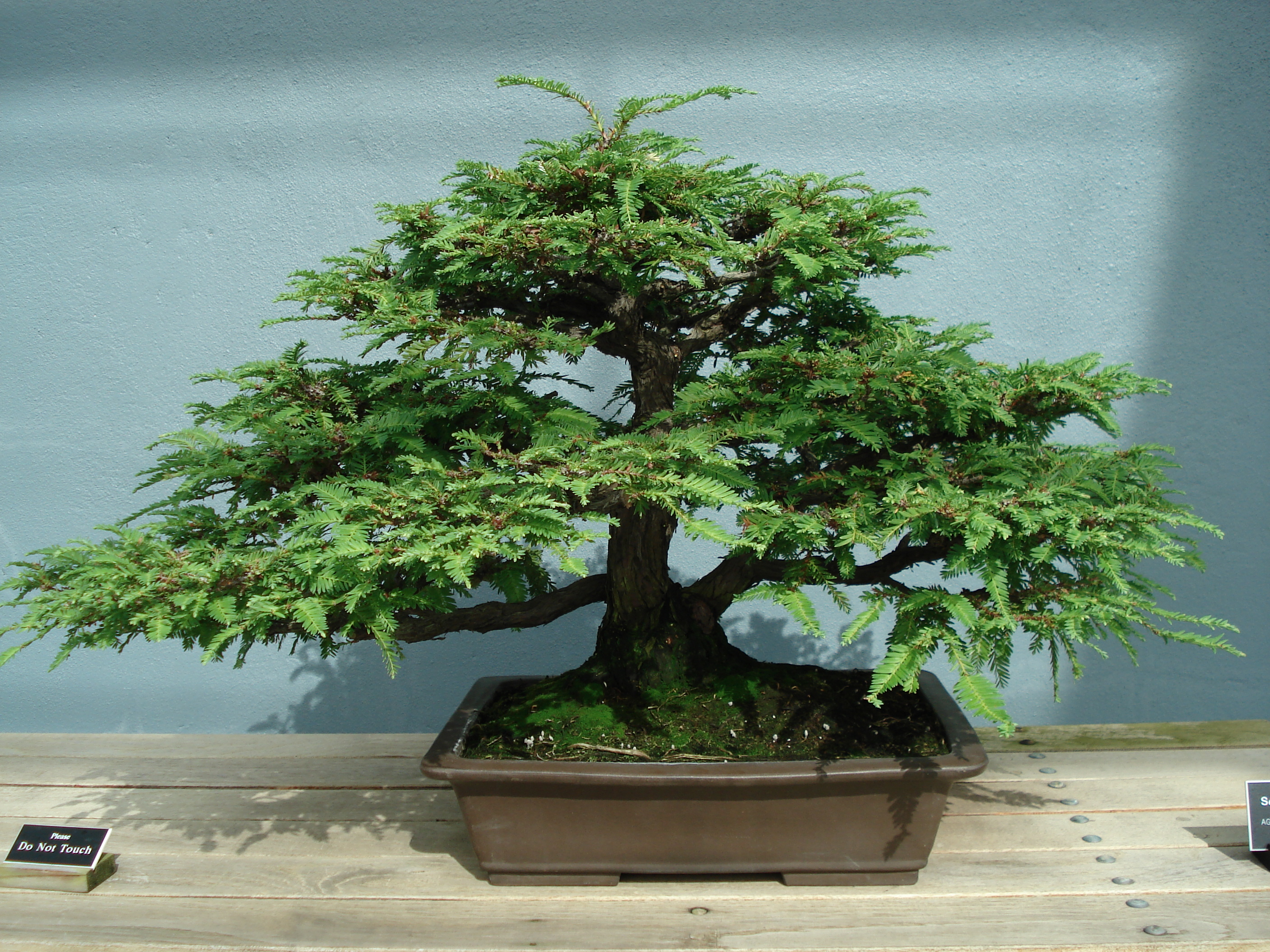
Un séquoia en bonsaï.

Le bois du Séquoia à feuilles d'if est d'excellente qualité, assez léger et esthétique. Il est imputrescible, résiste bien aux insectes, et comme il est dépourvu de canaux résinifères, il résiste également bien aux incendies.
En raison de sa bonne résistance à la pourriture, il a beaucoup été utilisé aux États-Unis pour les traverses de chemin de fer.
Il est aussi utilisé en menuiserie.
L'espèce est parfois cultivée en bonsaï.

## Le Séquoia à feuilles d'if dans la culture
Dans Sueurs froides (Alfred Hitchcock, 1958) les personnages de Madeleine et Scottie vont à Muir Woods National Monument, une forêt de séquoias, et s'arrêtent devant un spécimen surnommé "Father of the forest" âgé d'environ 2000 ans.
On peut observer dans le film Star Wars, épisode VI : Le Retour du Jedi sur la planète des Ewoks, que le décor choisi est une forêt de séquoias à feuilles d'if dans le parc naturel de Redwood.